# Bilder från Italien
Bilder från Italien är en samling reseskildringar av Alfhild Agrell, utgiven 1883 på Oscar Lamms förlag.

## Om boken
Agrell var 1883 på resande fot i Italien. Under resan skrev hos flera reseskildringar som hon lät publicera i tidningen Nya Dagligt Allehanda. Skildringarna, "bilderna", sammanställdes senare i en bokvolym. Skildringarna kan ses som en hyllning till den sydländska naturen och livsrytmen. I dessa anslöt hon sig dels till den Italienkult som präglade romantiken, dels till den i genombrottslitteraturen förekommande uppfattningen om det fulla skönhetslivets möjlighet att förverkligas först "under Italiens fria himmel". Förkärleken för det italienska kom att prägla Agrell för resten av hennes liv och var en av orsakerna till en högaktning för Verner von Heidenstams roman Endymion.
Boken beledsagades av ett förord där Agrell som en reservation för kommande kritik sade sig vara medveten om att reseskildringarna möjligen saknade den kvalitet som krävdes för att kunna publiceras i bokform. Hon menade dock att "tanken på att även de svagaste solglimtar från Södern bör kunna verka upplivande i vår kulna nord, har likväl givit mig mod att våga försöket". Redan innan publiceringen hade Svenska Akademiens dåvarande ständige sekreterare, Carl David af Wirsén, kritiserat skildringarnas som han såg det osjälvständighet och språkliga valhänthet.
Boken gick tämligen obemärkt förbi i pressen och endast två tidningarna recenserade den. Detta trots att Agrell 1882–1883 haft stora framgångar med pjäserna Räddad och Småstadslif. Aftonbladet var i sin anmälan kritisk och menade att författaren var bättre på att skriva dramatik än prosa. I Nya Dagligt Allehanda publicerades en recension till försvar för Agrells bok. I recensionen gick anmälaren i svaromål mot Wirsén och poängterade att Wirsén i sin kritik förväxlat orden "bränvin" och "bärvin".

## Utgåvor
- Bilder från Italien. Stockholm: Lamm. 1883. Libris 1595136